# 皮利希
皮利希是德国莱茵兰-普法尔茨州的一个市镇。总面积6.29平方公里，总人口479人，其中男性236人，女性243人（2011年12月31日），人口密度76人/平方公里。